# Schizovalva trisignis
Schizovalva trisignis is een vlinder uit de familie tastermotten (Gelechiidae). De wetenschappelijke naam van deze soort is voor het eerst geldig gepubliceerd in 1908 door Edward Meyrick als Gelechia trisignis. In 1951 benoemde A.J.T. Janse deze soort als de typesoort van het door hem beschreven geslacht Schizovalva.
De soort komt voor in tropisch Afrika.